# リベリア国民愛国戦線
リベリア国民愛国戦線（リベリアこくみんあいこくせんせん、英: National Patriotic Front of Liberia, NPFL）は、リベリアの武装組織。リベリア内戦最大の武装組織である。

## 概要
1980年、クラン族出身の軍人、サミュエル・ドウ曹長がクーデターを起し、政権を奪取。リベリア初のアメリコ・ライベリアン（アフリカ系アメリカ人）以外の国家元首が誕生した。1985年、総選挙によりドウが大統領に選出され、翌年就任した。しかし、ドウはクラン族を優遇するなどの偏った政策を進めたため、部族対立の激化を招いた。これにより、1985年と1988年の2度の政権転覆を目的とした事件が起きるも、共に未遂に終わる。その首謀者がギオ族及びマノ族であったため、ドウは政府軍を展開しギオ族、マノ族を虐殺した。これをきっかけとして、アメリコ・ライベリアンとゴラ族の混血であるチャールズ・テーラーがドウ政権転覆を目指し、当時コートジボワールに亡命していたアメリコ・ライベリアンの旧エリート層と、ドウに弾圧され国を追われたギオ族とマノ族出身者から構成員を募り、コートジボワールでNPFLを結成した。1989年12月にドウ政権に対する武装蜂起を開始、半年で国土の国土の9割を掌握して、首都モンロビアに侵攻。市民を巻き込むほどの大激戦を展開、1年間の内戦で死者は1万5千人越え、難民も数百万人が発生するほどであった。
1990年8月、西アフリカ諸国経済共同体が仲介として国民統合暫定政府を発足させる。しかし、NPFLから分離結成された「INPFL（リベリア独立国民愛国戦線）」の兵士がドウを暗殺。ドウ政権は崩壊する。その後、ドウ政権出身者を中心として結成された「ULIMO（民主統一解放運動）」が武装蹶起、内戦が拡大した。1995年に国連が仲介に入り和平交渉を進めるが、交渉は失敗、さらに内戦は激化した。最終的に停戦合意に達し、1997年8月にNPFLは国民愛国党に改組され、その党首であるテーラーが大統領に就任した。しかし、その後も反政府組織などの参入により内戦は沈静化しないままであった。
第二次内戦では、元構成員らがテーラー政権軍の兵士として内戦に参加。内戦終了後、国民愛国党は政党として現在も活動している。

## 支援
リビア、ブルキナファソ、コートジボワールから支援を受けていた。また、指導者のアハメド・フォディ・サンコーがテーラーと同じ訓練キャンプにいたことからシエラレオネの革命統一戦線とは共闘関係にあった。

## 構成員
最大時には25,000人のゲリラ勢力がいたと言われている。なおこの組織は、天然資源の非合法輸出や6、7歳児の少年兵部隊を前線に送り出すなどで国際的な非難を浴びた。